# Папамихаил, Деспина
Деспи́на Папамихаил (греч. Δέσποινα Παπαμιχαήλ; род. 9 февраля 1993, Превеза[…]) — греческая теннисистка. Победительница двух турниров WTA 125 в парном разряде; победительница 53 турниров ITF (15 — в одиночном разряде); участница Олимпийских игр 2024 года.
С 2010 года Папамихаил представляет Грецию на Кубке Билли Джин Кинг, где её рекорд W/L: 31—29.

## Биография
Деспина Папамихаил родилась 9 февраля 1993 года в городе Превеза, Греция.

### Спортивная карьера
В 2010—2024 годах становилась победительницей 15 турниров ITF в одиночном разряде и 38 турниров ITF в парном разряде.
В декабре 2022 года в составе сборной Греции дебютировала на турнире United Cup.
В августе 2023 года выиграла турнир WTA 125 Barranquilla Open в паре с Валентини Грамматикопулу.
В декабре 2023 года стала победительницей WTA 125 Argentine Open в паре с Марией Лурдес Карле.
В 2024 году вошла в число участников Олимпийских игр в Париже в парном разряде вместе с Марией Саккари.

## Статистика выступлений на крупных турнирах
Одиночный разряд
| Турниры                | 2021 | 2022 | 2023 | 2024 |
| ---------------------- | ---- | ---- | ---- | ---- |
| Турниры Большого шлема |      |      |      |      |
| Австралия              |      | Q1   | Q2   | Q1   |
| Франция                |      | Q1   | Q1   | Q1   |
| Уимблдон               |      | Q2   | Q3   | Q2   |
| США                    | Q2   | Q1   | Q2   |      |
| WTA 1000               |      |      |      |      |
| Madrid Open            |      |      | Q1   |      |
| Italian Open           |      |      | Q1   |      |